# Collège romain
Le Collège romain est une institution d’enseignement fondée en 1551 à Rome par Ignace de Loyola, une dizaine d’années après la fondation de la Compagnie de Jésus. Ouverte comme école de grammaire, l’institution se développa rapidement et devint dès la fin du XVIe siècle une institution académique d’enseignement supérieur couvrant tous les champs du savoir scientifique et scolastique, et servant de scolasticat jésuite tout en étant université ecclésiastique.
En hommage de reconnaissance au pape Grégoire XIII qui en fut un insigne bienfaiteur, le Collège romain prit plus tard le nom d'université grégorienne.

## Origine et fondation
Encouragé par le succès du collège de Messine (en Sicile) ouvert en octobre 1548 (premier collège fondé par les jésuites), Ignace de Loyola amorce un projet similaire à Rome, par la recherche de bienfaiteurs. Le 23 février 1551, une école s’ouvre sur la via capitolina près de la piazza Aracoeli. Sur la porte, un écriteau : Schola de grammatica, d’humanita et doctrina christiana. Gratis. Soixante étudiants sont répartis en cinq classes. Ils ont Jean Pelletier comme recteur.
Le succès est immédiat : en 1552 les étudiants sont déjà trois cents. La langue hébraïque est ajoutée au curriculum scolaire. L’école est ouverte à tous, et pas seulement aux jésuites. Le cours d’études supérieures est ouvert en automne 1553, portant en germe l’université future.
En 1558, la donation d’un groupe de maisons, jardins potagers et étables situés dans le quartier du Champ de Mars permet aux jésuites de s’installer à l’endroit où se trouve l’édifice actuel. Des aménagements et nouvelles constructions sont nécessaires pour faire face à la demande d’inscriptions. Tout cela se fait avec l’aide financière de la nièce de Paul IV.

## Intervention de Grégoire XIII
À l’exception de Paul IV, les papes sont très favorables au Collège romain, lui allouant généreusement les fonds nécessaires. Nul cependant ne prend à cœur l’institution comme le fait Grégoire XIII.
À son initiative, on construisit, de 1582 à 1584, le siège définitif du Collège romain à Rome, commandé à l'architecte Bartolomeo Ammannati. Grégoire XIII visite lui-même plusieurs fois le chantier : rien n’est trop grand ni trop beau. Sur le mur extérieur une inscription : « Grégoire XIII : pour la religion et la connaissance ».
Le bâtiment est prêt en 1584 et l’année académique s’ouvre solennellement dans les nouveaux locaux le 28 octobre 1584, en présence de Grégoire XIII, alors âgé de 82 ans. L’internationalité et universalité est soulignée: le pape est remercié et félicité en vingt-cinq langues. Il répond simplement : Soli Deo honor et gloria.
L'édifice se situe dans le rione de la Pigna, sur la piazza del Collegio Romano, face au palais Doria Pamphilj. Il se trouve à proximité des deux grandes églises jésuites de la ville : le Gesù et Saint-Ignace. Cette dernière, construite peu après la canonisation d'Ignace (en 1622), faisait partie du complexe du Collège romain. L'ensemble comprenait également un observatoire astronomique, fondé en 1787.
Les bâtiments du Collège romain abritèrent le musée Kircher. La plupart des collections de Kircher, professeur et chercheur au Collège de 1635 à 1680, se virent dispersées lors de la suppression de la Compagnie de Jésus.

## Aujourd'hui
Le Collège romain, devenu université, fut confié au clergé romain lorsque la Compagnie de Jésus fut supprimée (1773). Une fois la Compagnie rétablie (1814), l'institution universitaire lui fut de nouveau confiée. Par le bref Cum multa in Urbe du pape Léon XII (17 mai 1824), le Collège romain repasse sous la direction des jésuites, cette fois dans de nouveaux bâtiments sur la Piazza della Pilotta. En hommage à Grégoire XIII, son plus grand bienfaiteur, elle prend alors le nom d'Université pontificale grégorienne. Le 2 novembre 1824, l’ouverture de l’année académique est présidée par le nouveau recteur, un jeune jésuite italien, Luigi Taparelli d’Azeglio.
Une séparation de fait s’installe entre le cours secondaire, et les facultés universitaires qui s’installent dans un autre bâtiment, le palais Borromeo (via del seminario). En 1873, Pie IX par un rescrit confirme ce qui était déjà une pratique courante, à savoir : Université pontificale grégorienne du collège romain devient le titre officiel de l’institution académique.
Quant aux bâtiments de l’ancien Collège romain, ils furent transformés en Bibliothèque nationale italienne dans les années 1870. Les locaux sont aujourd'hui occupés par une institution d'État — le lycée Ennio Quirino Visconti — et par le ministère pour les Biens et les Activités culturels (actuel Ministère de la Culture).
Son église, l’église Saint-Ignace, a été restituée à la Compagnie de Jésus qui y assure les services pastoraux. Elle est un des lieux touristiques et de pèlerinage les plus fréquentés de Rome. Au quatrième étage de l'ancien Collège romain (avec accès par l’église), sont préservées les chambrettes des saints Louis de Gonzague, Jean Berchmans, Antoine Baldinucci et du vénérable Abraham de Georgiis qui à diverses époques y furent étudiants.

## Anciens professeurs et étudiants
- Antonio Maria Ambrogi ;
- Robert Bellarmin ;
- Filippo Bonanni ;
- Paolo Casati ;
- Carlo Antonio Casnedi ;
- Athanasius Kircher ;
- Lorenzo Ricci ;
- Christoph Scheiner ;

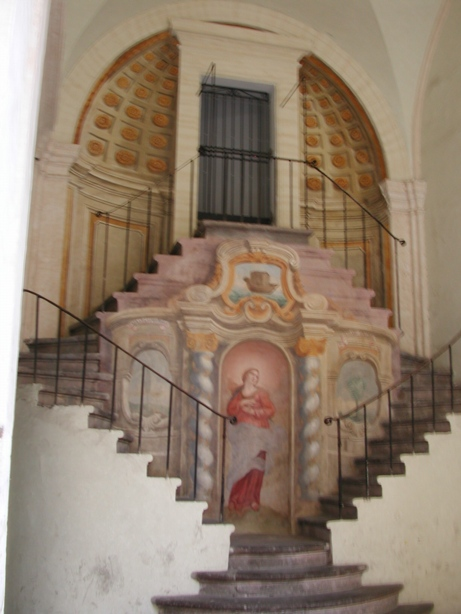
Fresque en trompe-l'œil du Collège romain.

- Angelo Secchi, directeur de l'observatoire et pionnier de la spectroscopie stellaire ;
- Vincento-Joachim Pecci[3], devenu le pape Léon XIII.